# Aleja Papieża Jana Pawła II w Szczecinie
Aleja Papieża Jana Pawła II – aleja położona na obszarze szczecińskich osiedli Centrum i Śródmieście-Północ, w dzielnicy Śródmieście. Aleja ma długość 1,18 km i przebiega z południowego wschodu na północny zachód, łącząc plac Żołnierza Polskiego z ulicą Wacława Felczaka. Jest to reprezentacyjna śródmiejska aleja z kamienicami ujętymi w rejestrze zabytków oraz w gminnej ewidencji zabytków. Na całej długości stanowi część Złotego Szlaku – trasy turystycznej łączącej Zamek Książąt Pomorskich z Doliną Siedmiu Młynów.

## Historia

### Przed II wojną światową

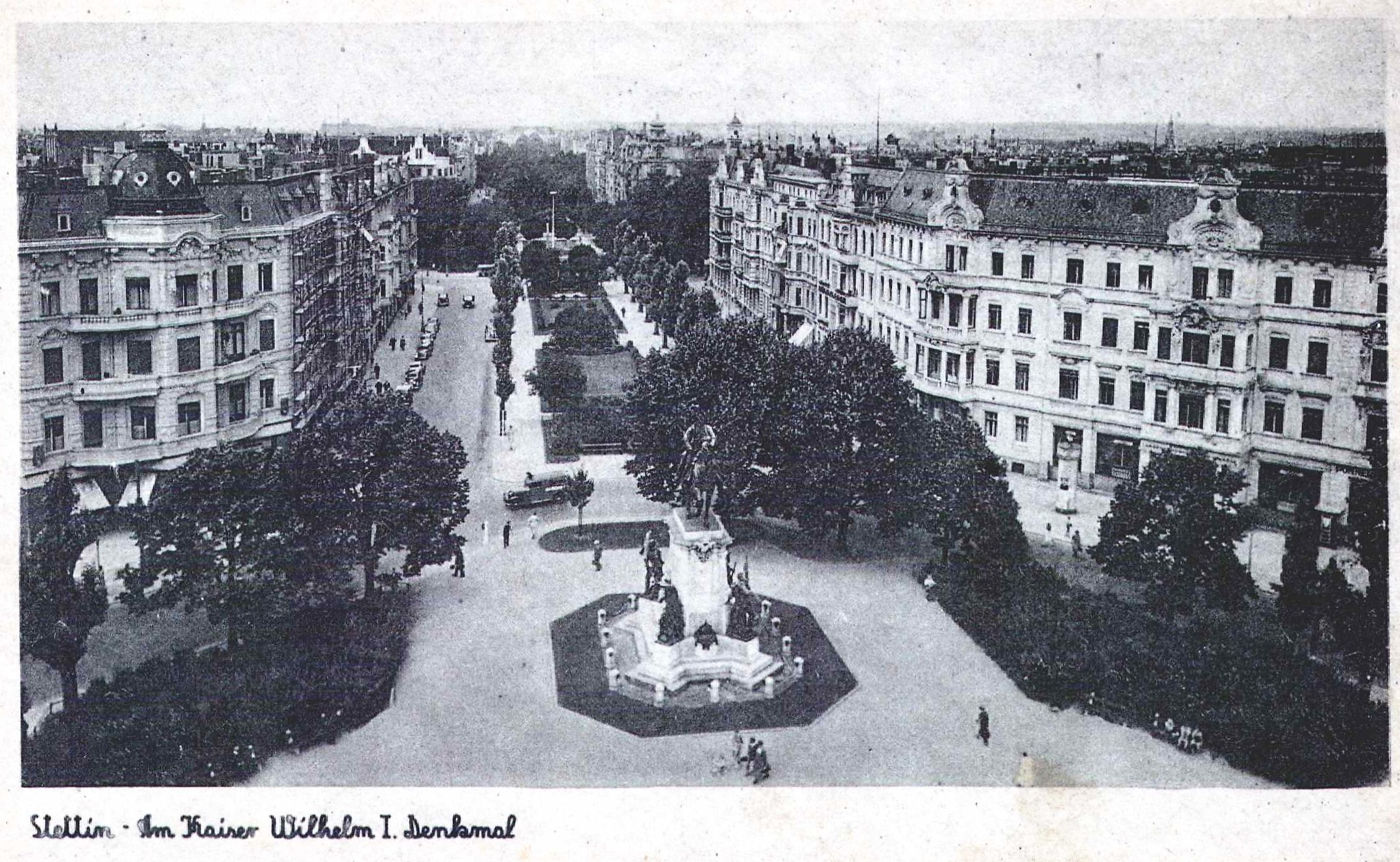
Kaiser-Wilhelm-Straße widziana z Koenigsplatz

W 1864 szczeciński urbanista James Hobrecht wykonał koncepcję zabudowy terenów powstałych po zlikwidowaniu fortu Wilhelma, który znajdował się w okolicach dzisiejszego placu Grunwaldzkiego, a także na gruntach rozparcelowanego majątku Friedrichschof, znajdującego się na północ od fortu. Hobrecht zakończył plan w 1874. Zaprojektował układ wielobocznych placów z promieniście rozchodzącymi się ulicami, z których najważniejszą miała stać się ulica roboczo oznaczona numerem 30. Pierwotnie ulicy tej miano nadać nazwę Lindenstraße, w nawiązaniu do mającej podobne położenie i znaczenie ulicy w Berlinie, jednak w 1877 nadano jej nazwę na cześć cesarza Wilhelma I Hohenzollerna, tj. Kaiser-Wilhelm-Straße. Według projektu zabudowy śródmieścia z 1880 ulica miała rozpoczynać się na Königsplatz, przechodzić przez kwadratowy Kaiser-Wilhelm-Platz, następnie na skrzyżowaniu z Deutsche Straße przez wieloboczny Ludwigplatz i na terenie Quistorpaue przez K. Platz. Wykorzystując możliwość tyczenia drogi przez tereny dotąd niezasiedlone, zarezerwowano pod nią szeroki teren umożliwiający w przyszłości jej znaczne poszerzenie, włącznie z wyznaczeniem między jezdniami a zabudowaniami charakterystycznych przedogródków w północnej części ulicy.
W 1882 przebieg ulicy zmodyfikowano poprzez jej skrócenie i ostateczne określenie szerokości. Część na południe od placu Grunwaldzkiego (wówczas Wilhelm-Platz) wyznaczono o szerokości 48 m – ulica obejmowała chodniki dla pieszych o szerokości 4 m, dwie jezdnie po 10 m, a pośrodku trakt do jazdy konnej. Partery kamienic zbudowanych wzdłuż tego odcinka przeznaczono na sklepy i usługi. Część na północ od placu wyznaczono w pasie o szerokości 59 m, wyznaczając wzdłuż jej skrajów przedogródki przed kamienicami pełniącymi tu funkcje niemal wyłącznie mieszkalne (sklepy i kawiarnie zaplanowano tylko w budynkach narożnych).
W latach 1886–1888 przy ulicy wzniesiono reprezentacyjny budynek König-Wilhelms-Gymnasium według projektu Richarda Rönnebecka (współcześnie rektorat Uniwersytetu Szczecińskiego), a w następnym dziesięcioleciu rozpoczęto zabudowę kwartałów przylegających do ulicy wielokondygnacyjnymi kamienicami. Przykładem powstałego w tym czasie domu jest eklektyczna kamienica nr 42 z 1898.
W 1914 parcelę nr 37 na narożniku Kaiser-Wilhelm-Straße i Preusische Straße zabudowano gmachem Finanzamt Stettin Nord. Wznoszenie zabudowań wzdłuż ulicy zakończono zasadniczo w 1924. Zabudowa miała charakter luksusowy – budynki zdobiły głębokie balkony, wykusze, wieżyczki, bogato zdobione elewacje, w tym ze ścianami licowanymi glazurowanymi cegłami w kontrastowych kolorach. W latach 1924–1927 na północnym końcu ulicy powstał w kilku etapach neobarokowy gmach, zaprojektowany przez Georga Steinmetza dla władz prowincji Pomorze (współcześnie Urząd Miasta Szczecin).

### II wojna światowa
W czasie intensywnych bombardowań miasta ulica ocalała do 1944. Pierwsze zniszczenia nastąpiły w wyniku nalotu przeprowadzonego w nocy z 5 na 6 stycznia tego roku. Zabudowa przy ulicy poważnie ucierpiała – a w południowej jej części, w okolicy pl. Lotników – została niemal całkowicie zniszczona w nalocie dywanowym w nocy z 16 na 17 sierpnia 1944.

### Lata 1945–1989

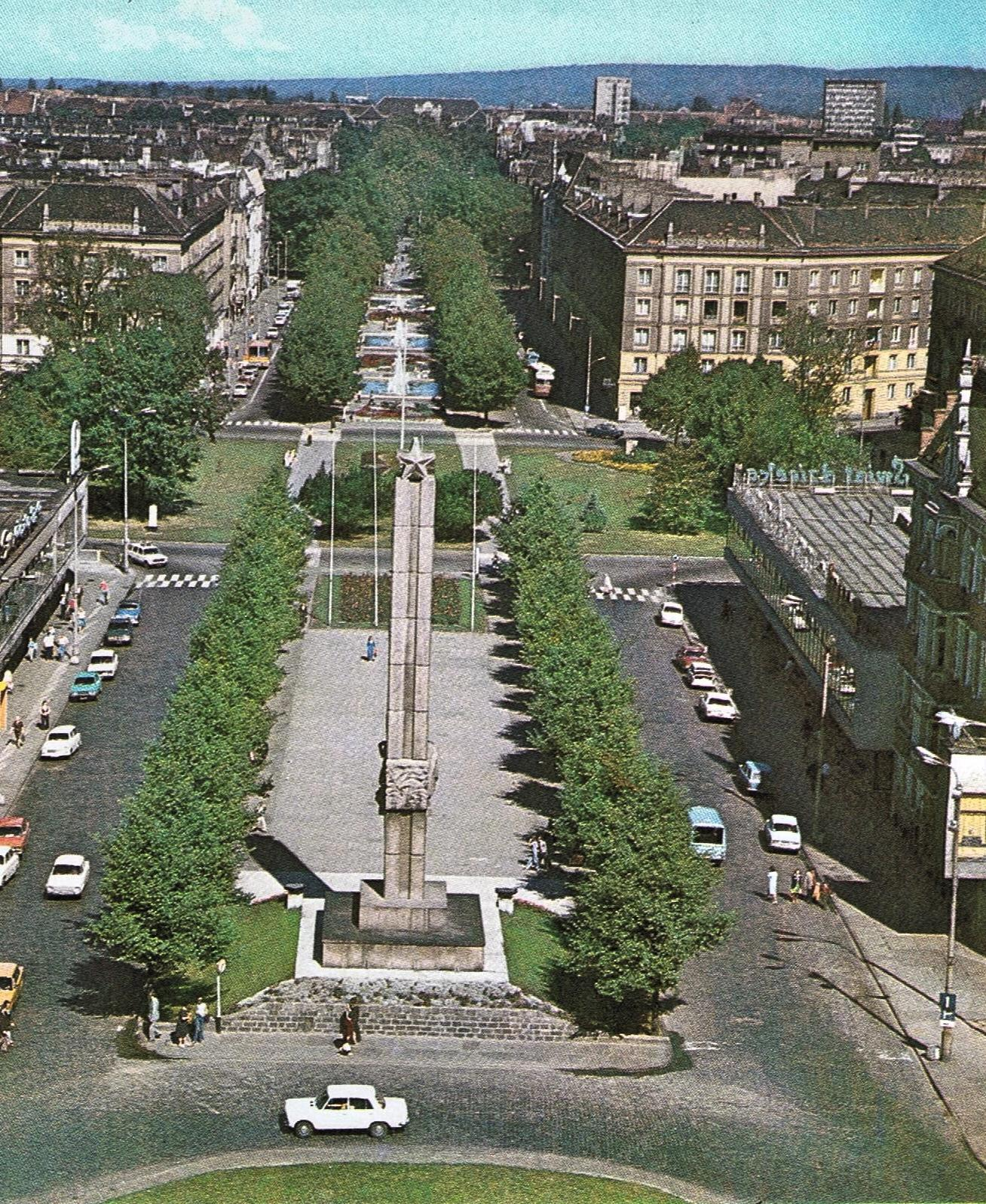
Aleja Jedności Narodowej z pomnikiem Wdzięczności dla Armii Radzieckiej i Środmiejską Dzielnicą Mieszkaniową (rok 1978)

Po zakończeniu II wojny światowej Kaiser-Wilhelm-Straße była jedną z pierwszych ulic zasiedlonych przez ludność polską przybywającą do miasta i jedną z pierwszych ulic, które otrzymały nazwę w języku polskim. 5 lipca 1945 budynek dawnego zarządu prowincji zajął pierwszy polski zarząd miasta na czele z prezydentem Piotrem Zarembą. 15 lipca 1945 na pobliskich Jasnych Błoniach odprawiono mszę świętą, po której zakończeniu odbył się uroczysty przemarsz jej uczestników przez aleję Jedności Narodowej do placu Grunwaldzkiego. W 1947 przy alei mieścił się szereg instytucji: Nadzwyczajna Komisja Mieszkaniowa (nr 31), Okręgowy Inspektorat Pracy (nr 31), Okręgowa Komisja Związków Zawodowych (nr 31), Izba Skarbowa (nr 37), I Urząd Skarbowy (nr 37), Ubezpieczalnia Społeczna (nr 12).
W 1950 u wylotu alei do placu Żołnierza Polskiego ustawiono pomnik Wdzięczności dla Armii Radzieckiej w formie obelisku zwieńczonego pięcioramienną gwiazdą. Nowe władze miasta zdecydowały się na objęcie części alei projektem Śródmiejskiej Dzielnicy Mieszkaniowej, wzorowanym na warszawskiej Marszałkowskiej Dzielnicy Mieszkaniowej. Zespół architektów w składzie: Henryk Nardy, W. Adamczyk i Emanuel Maciejewski zaprojektował w latach 1952–1954 dwa pięciokondygnacyjne, socrealistyczne bloki ze spadzistymi dachami, które miały zająć miejsce zburzonych w czasie wojny kamienic na odcinku od placu Grunwaldzkiego do placu Lotników. Prace budowlane zakończyły się w 1958. Były to pierwsze budynki mieszkalne zbudowane w mieście po zakończeniu II wojny światowej.
W latach 70. XX wieku środkową część alei Jedności Narodowej na odcinku od placu Lotników do placu Grunwaldzkiego przebudowano na aleję spacerową z fontannami. Tuż przed placem Grunwaldzkim ustawiono 19 czerwca 1980 pomnik Marynarza dłuta Ryszarda Chachulskiego.

### Po roku 1989
Na mocy Uchwały Rady Miasta Szczecin nr X/284/07 z 11 czerwca 2007 aleję Jedności Narodowej przemianowano na aleję Papieża Jana Pawła II.
W 2006 przeprowadzono remont fontann na odcinku zwanym Aleją Fontann. W 2015 w ramach programu „Zielone Przedogródki Szczecina” odtworzono historyczny wygląd klombów kwiatowych przed kamienicami nr 13, 14, 15 i 17. W 2016 odnowiono jeszcze klomby przed kamienicami nr 18, 19, 20, 21, 22, 32, 33, 34 i 36.
6 lutego 2020 ogłoszono przetarg na wykonanie prac remontowych na odcinku od placu Grunwaldzkiego do ulicy Wacława Felczaka. Zakres prac obejmował wymianę przedwojennej kostki brukowej na nową, modernizację ciągu pieszego między jezdniami i chodników, przebudowę sygnalizacji świetlnej i sieci wodnokanalizacyjnej. Zaplanowano także ustawienie elementów małej architektury w postaci koszy na śmieci, ławek, stojaków rowerowych i słupków ograniczających nieprzepisowe parkowanie. W przetargu wygrało konsorcjum Roverpol i Rover Infraestructuras, które miało wykonać prace do połowy października 2021. Wyremontowany odcinek alei oddano jednak do użytku z opóźnieniem – 1 kwietnia 2022.

## Nazwy
W swojej historii ulica nosiła następujące nazwy:
- Kaiser-Wilhelm-Straße – w latach 1877–1945[5]
- aleja Jedności Narodowej – w latach 1945–2007[5]
- aleja Papieża Jana Pawła II – od 2007[5]

## Układ drogowy
Ulica łączy się z następującymi drogami publicznymi:
| Powiązanie                   | Droga                                                                                    |
| ---------------------------- | ---------------------------------------------------------------------------------------- |
| skrzyżowanie, początek ulicy | plac Żołnierza Polskiego - ulica Edmunda Bałuki - aleja Wyzwolenia                       |
| skrzyżowanie                 | plac Lotników - ulica Kaszubska - ulica Jagiellońska - ulica Mazurska - ulica Małopolska |
| skrzyżowanie                 | plac Grunwaldzki - ulica Piłsudskiego - ulica Śląska - ulica Rayskiego                   |
| skrzyżowanie                 | ulica Mazurska                                                                           |
| skrzyżowanie                 | ulica Wielkopolska                                                                       |
| skrzyżowanie                 | ulica Niedziałkowskiego                                                                  |
| skrzyżowanie, koniec ulicy   | plac Armii Krajowej - ulica Felczaka                                                     |

Ulica położona jest na działkach ewidencyjnych o łącznej powierzchni 36 073 m², a łączna długość dróg przypisanych do ulicy wynosi 1172 m.
| Droga                                                      | Długość | Działka | Powierzchnia |
| ---------------------------------------------------------- | ------- | ------- | ------------ |
| droga powiatowa od pl. Żołnierza Polskiego do ul. Felczaka | 99 m    | 11/2    | 4811 m²      |
| droga powiatowa od pl. Żołnierza Polskiego do ul. Felczaka | 207 m   | 16/1    | 10 059 m²    |
| droga powiatowa od pl. Żołnierza Polskiego do ul. Felczaka | 670 m   | 3       | 13 331 m²    |
| droga powiatowa od pl. Żołnierza Polskiego do ul. Felczaka | 196 m   | 20      | 7872 m²      |
| droga powiatowa od pl. Żołnierza Polskiego do ul. Felczaka | 1172 m  | razem   | 36 073 m²    |

## Transport publiczny
Według stanu z 13 lutego 2022 aleją Jana Pawła II kursują następujące linie autobusowe:
- 70 (między placem Grunwaldzkim a placem Lotników; trasa zmieniona z powodu remontów)[31]
- 87 (na całej długości alei; trasa tymczasowa)[32]

- 90 (na całej długości alei; trasa zmieniona z powodu remontów)[33]

Wcześniej, według stanu z 22 września 2021, aleją Jana Pawła II kursowały następujące linie autobusowe:
- 70 (na całej długości alei)[34]
- 90 (od placu Lotników do placu Grunwaldzkiego)[34]
- 95 (od placu Lotników do placu Grunwaldzkiego)[34]

## Zabudowa i zagospodarowanie
Początkowy odcinek alei, od placu Żołnierza Polskiego do placu Lotników, zabudowany jest niemal w całości obiektami powojennymi (trzy pawilony handlowe, wieżowiec). Jedynie po prawej stronie tego odcinka zachowała się jedna kamienica o nr 2. Między placem Lotników a placem Grunwaldzkim po obu stronach ulicy znajduje się zwarta zabudowa, na którą składają się bloki ŚDM w stylu socrealistycznym wzniesione w latach 50. XX wieku i kilka zachowanych przedwojennych kamienic. Między placem Grunwaldzkim a ulicą Mazurską i między ulicą Mazurską a ulicą Wielkopolską przy alei (poza budynkiem komisariatu policji Szczecin Niebuszewo) stoją wyłącznie cztero- i pięciopiętrowe kamienice. Kolejny, krótki odcinek od ulicy Wielkopolskiej do ulicy Mieczysława Niedziałkowskiego ma nieco inny charakter zabudowań: po lewej stronie zlokalizowano basen przeciwpożarowy, a po prawej budynek rektoratu Uniwersytetu Szczecińskiego. Końcowy odcinek alei między ulicą Mieczysława Niedziałkowskiego a ulicą Wacława Felczaka zabudowany jest z lewej strony modernistycznymi kamienicami, a z prawej kamienicami uzupełnionymi blokiem. Perspektywę ulicy od północy zamyka gmach Urzędu Miasta Szczecin, a od południa dwa wieżowce przy placu Żołnierza Polskiego.
Zagospodarowanie środkowej części alei różni się w zależności od odcinka. Między placem Żołnierza Polskiego a placem Lotników przestrzeń między jezdniami zajmuje plac Pawła Adamowicza. Od placu Lotników do placu Grunwaldzkiego część środkową zagospodarowano w formie promenady z pawilonami gastronomicznymi i fontannami, od których ta część alei otrzymała nazwę Alei Fontann. Dominantą tego odcinka jest pomnik Marynarza przy wylocie alei do placu Grunwaldzkiego. Od placu Grunwaldzkiego do ulicy Wielkopolskiej środkową część tworzy ciąg pieszo-rowerowy. Środkowa część końcowego odcinka alei była zajmowana przez kwietniki i pomnik Gryfa Pomorskiego, lecz w związku z przebudową fragmentu alei także ona została zmieniona w ciąg pieszo-rowerowy.

## Ochrona i zabytki
Przy ulicy i w najbliższym sąsiedztwie znajdują się następujące zabytki:
| Obiekt, położenie                                                    | Opis, forma ochrony                                                                       | Fotografia       |
| strona wschodnia                                                     | strona wschodnia                                                                          | strona wschodnia |
| -------------------------------------------------------------------- | ----------------------------------------------------------------------------------------- | ---------------- |
| kamienica aleja Jana Pawła II 2                                      | gminna ewidencja zabytków                                                                 |                  |
| blok ŚDM aleja Jana Pawła II 5-10 ulica Mazurska 45-46a              | gminna ewidencja zabytków                                                                 |                  |
| kamienica aleja Jana Pawła II 11                                     | rejestr zabytków nr rej. 814 z 22 października 1976 r.                                    |                  |
| kamienica aleja Jana Pawła II 12 plac Grunwaldzki ulica Piłsudskiego | gminna ewidencja zabytków                                                                 |                  |
| kamienica aleja Jana Pawła II 13 plac Grunwaldzki                    | gminna ewidencja zabytków                                                                 |                  |
| kamienica aleja Jana Pawła II 15                                     | gminna ewidencja zabytków                                                                 |                  |
| kamienica aleja Jana Pawła II 16 ulica Mazurska                      | gminna ewidencja zabytków                                                                 |                  |
| kamienica aleja Jana Pawła II 17 ulica Mazurska                      | gminna ewidencja zabytków                                                                 |                  |
| kamienica aleja Jana Pawła II 18 ulica Mazurska                      | gminna ewidencja zabytków                                                                 |                  |
| kamienica aleja Jana Pawła II 19                                     | gminna ewidencja zabytków                                                                 |                  |
| kamienica aleja Jana Pawła II 22                                     | gminna ewidencja zabytków                                                                 |                  |
| budynek szkolny aleja Jana Pawła II 22a                              | Rektorat Uniwersytetu Szczecińskiego rejestr zabytków nr rej. 119 z 18 marca 2003 r.      |                  |
| kamienica aleja Jana Pawła II 23                                     | gminna ewidencja zabytków                                                                 |                  |
| kamienica aleja Jana Pawła II 27                                     | gminna ewidencja zabytków                                                                 |                  |
| kamienica aleja Jana Pawła II 28                                     | gminna ewidencja zabytków                                                                 |                  |
| kamienica aleja Jana Pawła II 29                                     | gminna ewidencja zabytków                                                                 |                  |
| strona zachodnia                                                     |                                                                                           |                  |
| kamienica aleja Jana Pawła II 31                                     | gminna ewidencja zabytków                                                                 |                  |
| kamienica aleja Jana Pawła II 35                                     | gminna ewidencja zabytków                                                                 |                  |
| kamienica aleja Jana Pawła II 36                                     | gminna ewidencja zabytków                                                                 |                  |
| budynek biurowy aleja Jana Pawła II 37-37a ulica Mazurska            | Komisariat Policji Szczecin Niebuszewo rejestr zabytków nr rej. 388 z 15 kwietnia 2009 r. |                  |
| kamienica aleja Jana Pawła II 38                                     | gminna ewidencja zabytków                                                                 |                  |
| kamienica aleja Jana Pawła II 41 plac Grunwaldzki                    | gminna ewidencja zabytków                                                                 |                  |
| kamienica aleja Jana Pawła II 41 plac Grunwaldzki                    | gminna ewidencja zabytków                                                                 |                  |
| kamienica aleja Jana Pawła II 42 plac Grunwaldzki                    | rejestr zabytków nr rej. 862 z 3 listopada 1976 r.                                        |                  |
| wnętrze apteki aleja Jana Pawła II 42 plac Grunwaldzki               | rejestr zabytków nr rej. 862 z 24 stycznia 1977 r.                                        |                  |
| kamienica aleja Jana Pawła II 43                                     | gminna ewidencja zabytków                                                                 |                  |
| kamienica aleja Jana Pawła II 45                                     | gminna ewidencja zabytków                                                                 |                  |
| blok ŚDM aleja Jana Pawła II 46-49b                                  | gminna ewidencja zabytków                                                                 |                  |

## Baza TERYT
Dane Głównego Urzędu Statystycznego z bazy TERYT, spis ulic (ULIC):
- województwo: ZACHODNIOPOMORSKIE (32)
- powiat: Szczecin (3262)
- gmina/dzielnica/delegatura: Szczecin (3262011) gmina miejska
- Miejscowość podstawowa: Szczecin (0977976) miasto
- kategoria/rodzaj: ulica
- Nazwa ulicy: al. Papieża Jana Pawła II (07125).